# Corpo carotideo
Un corpo carotideo  (detto anche glomo carotideo o glomus caroticum) è una piccola massa di chemiocettori periferici e cellule di supporto situate bilateralmente vicino alla biforcazione delle arterie carotidi comuni.
I glomi carotidei avvertono i cambiamenti della composizione del sangue che scorre nelle molte arteriole che li irrorano, soprattutto la pressione parziale di ossigeno, ma anche di CO2. Inoltre, sono sensibili al cambiamento di pH e pressione. Essi contribuiscono a modificare la frequenza respiratoria.
Importante è notare come ogni glomo sia irrorato da una sua specifica arteriola e che quindi in ogni momento queste strutture sono sempre esposte a sangue di tipo arterioso e non venoso, e che di conseguenza la loro pressione parziale di ossigeno è quella arteriosa e non venosa.

## Composizione
I glomi sono composti da due tipi di cellule, chiamate cellule dei glomi:  cellule dei glomi di tipo I e cellule dei glomi di tipo II.
- Cellule dei glomi di tipo I: derivano dalla cresta neurale,[1] che a sua volta deriva dall'ectoderma. Rilasciano vari neuro-trasmettitori, tra cui acetilcolina, ATP e dopamina, che manda potenziali eccitatori a neuroni posti nel centro respiratorio.
- Cellule dei glomi di tipo II: fondamentalmente cellule di supporto.

## Funzioni
I glomi carotidei fungono da sensori: rispondono a certi stimoli, principalmente alla variazione di concentrazione di ossigeno nel sangue. Le fibre afferenti decorrono nei nervi di Hering, poi passano ai nervi glosso faringei ed infine giungono al GRD (gruppo respiratorio dorsale) del bulbo.

### Stimoli
Mentre i chemocettori centrali, situati nel SNC, sono molto sensibili alla variazione di anidride carbonica, i chemocettori periferici sono preposti a controllare il livello di ossigeno.
Quando la pressione parziale di ossigeno scende al di sotto del normale, i glomi vengono intensamente stimolati. La frequenza di questi impulsi è particolarmente sensibile alle variazioni di ossigeno tra 30 e 60 mmHg, che è l'ambito nel quale la saturazione di emoglobina si riduce rapidamente.

### Risposte dell'organismo
La stimolazione respiratoria mediata dei chemocettori periferici è fino a 5 volte più rapida di quella mediata dai chemocettori centrali nei centri respiratori. Questo può giocare un ruolo importante nella risposta ventilatoria all'inizio di un esercizio muscolare.
La ventilazione alveolare aumenta al diminuire della pressione parziale di ossigeno nel sangue, senza che quella dell'anidride carbonica venga modificata. Fino a 100 mmHg la ventilazione rimane costante, ma al diminuire della pressione aumenta notevolmente, arrivando a raddoppiare a 60 mmHg ed a quintuplicarsi in situazioni di estrema carenza di ossigeno.